# Droga wojewódzka 224
Die Droga wojewódzka 224 (DW 224) ist eine Woiwodschaftsstraße in Polen, die innerhalb der Woiwodschaft Pommern in Nord-Süd-Richtung durch die Kaschubei verläuft. Auf einer Länge von 107 Kilometern verbindet sie die Städte Wejherowo (Neustadt in Westpreußen), Kartuzy (Karthaus), Skarszewy (Schöneck) und Tczew (Dirschau) miteinander und durchquert dabei Gebiet der fünf Kreise Powiat Wejherowski (Neustadt in Westpreußen), Powiat Kartuski (Karthaus), Powiat Kościerski (Berent), Powiat Starogardzki (Preußisch Stargard) und Powiat Tczewski (Dirschau).
Verkehrstechnisch stellt die DW 224 eine Verbindung her zur A 1 (heute auch Europastraße 75), zu den Landesstraßen DK 6 (ehemalige Reichsstraße 2, heute auch Europastraße 28), DK 20 und DK 1 sowie zu den Woiwodschaftsstraßen DW 218, DW 211, DW 221 und DW 222.
Zwischen Nowa Karczma (Neukrug) und Tczew (Dirschau) verläuft die DW 224 auf der Trasse der Reichsstraße 144.

## Straßenverlauf
Woiwodschaft Pommern:
Powiat Wejherowski (Kreis Neustadt in Westpreußen):
- Wejherowo (Neustadt i. Wpr.) (→ DK 6: Stettin – Pruszcz Gdański (Praust) und DW 218: Sopot (Zoppot) – Krokowa (Krockow))
- Sopieszyno (Soppieschin)
- Przetoczyno (Pretoschin)

~ Gościcinna (Gossentin) ~
- Szemud (Schönwalde)
- Donimierz (Groß Dennemörse)
- Łebno (Lebno)

Powiat Kartuski (Kreis Karthaus):
- Pomieczyno (Pomiczyn)
- Przodkowo (Seefeld)
- Kartuzy (Karthaus) (→ DW 211: Nowa Dąbrowa (Neu Damerow) – Żukowo (Zuckau))

X PKP-Linie 229: Pruszcz Gdański (Praust) – Łeba (Leba) X
X PKP-Linie 201: Nowa Wieś Wielka (Groß Neudorf) – Bydgoszcz (Bromberg) – Gdynia (Gdingen) X
- Somonino (Semlin)
- Egiertowo (Eggertshütte) (→ DK 20: Stargard (Stargard in Pommern) – Gdynia (Gdingen))

Powiat Kościerski (Kreis Berent):
- Grabowska Huta (Grabaushütte)
- Nowa Karczma (Neukrug) (→ DW 221: Danzig – Kościerzyna (Berent))
- Lubieszyn (Groß Lipschin)
- Płachty (Plachty)

X PKP-Linie 233: Pszczółki (Hohenstein) – Kościerzyna (Berent) X
Powiat Starogardzki (Kreis Preußisch Stargard):
- Więckowy (Wenzkau)
- Skarszewy (Schöneck)

X ehemalige PKP-Linie 131: Starogard Gdański (Preußisch Stargard) – Skarszewy
- Bolesławowo (Modrowshorst)
- Godziszewo (Gartschau) (→ DW 222: Danzig – Skórcz (Skurz))

Powiat Tczewski (Kreis Dirschau):
- Turze (Turse)
- Stanisławie (Stenzlau) (→ A 1: Rusocin (Russoschin) – Gorzyce (Groß Gorschütz)/Tschechien)
- Szpęgawa (Spangau)

X PKP-Linie 203: Tczew (Dirschau) – Kostrzyn nad Odrą (Küstrin)/Deutschland (ehemalige "Preußische Ostbahn") X
- Tczew (Dirschau) (→ DK 1: Danzig – Cieszyn (Teschen)/Tschechien)